# John Howard
För andra betydelser, se John Howard (olika betydelser).
John Winston Howard, född 26 juli 1939 i Sydney, New South Wales, är en australisk politiker, som var landets premiärminister mellan mars 1996 och november 2007.
Han var tidigare finansminister från 1977–1983 och ledare för det liberala partiet från 1985 till 1989. Han valdes på nytt till partiledare 1995 och blev premiärminister efter att ha besegrat den dåvarande premiärministern Paul Keating i valet 2 mars 1996. 
Howards regering blev återvald i parlamentsvalen 1998, 2001 och 2004. Han är därmed den australiske premiärminister som har suttit längst sedan Sir Robert Menzies. Från juli 2005 - november 2007 hade hans regering kontroll över båda kamrarna i Australiens parlament. 
Han växte upp i Earlwood, en förstad till Sydney.